# Sitio de Santo Domingo (1805)
El Sitio o Asedio de Santo Domingo de 1805 fue una gran batalla de la guerra franco-haitiana y se libró en marzo de 1805 en la parte española de la Isla de Santo Domingo. Una fuerza de unos 2 000 soldados franceses, dirigidos por el general Jean-Louis Ferrand resistió un asedio de tres semanas por una fuerza de 21 000 soldados del ejército haitiano al mando del general Jean Jacques Dessalines. El asedio duró hasta que la ciudad contó con el apoyo naval de seis fragatas francesas.
Levantado el asedio, las tropas haitianas llevaron a cabo matanzas en su retirada hacía Haití.
La parte española de la Isla de Santo Domingo permaneció en poder  de los franceses hasta su recuperación por España, el 9 de julio de 1809. 
Años más tarde, Francia le devolvió formalmente la parte española de la isla a España en el Tratado de París de 1814.

## Antecedentes

### La Rebelión de Esclavos de 1791

Mapa de la Colonia Francesa de Saint- Domingue, en 1777. Al Este, se encuentra la Capitanía General de Santo Domingo (territorio de España) La frontera que divide la Isla en el mapa, es la frontera pactada Entre Francia y España en el Tratado de Aranjuez de 1777. Los franceses lograron apoderarse de la parte oeste de la Isla gracias a las Devastaciones de Osorio (1605-1606).

En 1791 , una gran rebelión de esclavos estalló en la Colonia Francesa de Saint-Domingue, ubicada en la parte oeste de la Isla de la Española. Los Franceses se pasaron 12 años (1791-1803) tratando de sofocar esta rebelión para recuperar el control de la colonia, un objetivo que los franceses nunca pudieron lograr. 
La Colonia Francesa de Saint-Domingue era la colonia que más ingresos producía para Francia. La rebelión de los esclavos que explotó allí, generó una pérdida de ingresos terrible para el para la economía Francesa. Los franceses hicieron todo lo posible para recuperar el control sobre su colonia. En última instancia, los franceses enviaron un gran ejército para someter de una vez por todas a los esclavos.

### El Tratado de Basilea de 1795
En 1795, España y Francia firmaron el Tratado de Basilea para terminar con la Guerra de los Pirineos y alcanzar la paz. Fue España la que le propuso a Francia la firma de este tratado , pues España había sido seriamente derrotada por Francia en la Primera Coalición. En dicho tratado,  España y Francia llegaron al siguiente acuerdoː España le dio a Francia la parte española de la Isla de Santo Domingo, a cambio de que Francia sacara a sus tropas de Cataluña y País Vasco.
Debido a la Revolución haitiana y a la nueva alianza franco-española desde 1796, el acuerdo (en lo referente a Santo Domingo) no fue ejecutado hasta enero de 1801 cuando Toussaint Louverture, en nombre de la Primera República francesa tomó la totalidad de la Capitanía General de Santo Domingo.

## El Ataque a la Ciudad de Santo Domingo
Dessalines y su ejército llegaron a la ciudad de Santo Domingo el 5 de marzo de 1805 para sitiarla. Mientras tanto, su general "de confianza", Henry Christophe, recorrió la región del Cibao cometiendo horrores y saqueos en los pueblos por donde cruzaba. El pueblo de Santiago fue capturado por las fuerzas de Christophe antes de que sus habitantes pudiesen huir, y un gran número de ellos fueron asesinados por los invasores. Los empleados del ayuntamiento fueron desnudados y ahorcados en el balcón del palacio municipal. Las personas que buscaron refugio en la Catedral del pueblo, fueron asesinadas y sus cuerpos mutilados, y el sacerdote que dirigía dicha catedral, fue quemado vivo por los soldados haitianos, que usaron los muebles de la catedral como pira funeraria para quemarlo.
La ciudad de Santo Domingo fue puesta en estado de defensa. Varias piezas de artillería fueron montadas en la torre de la Iglesia de Las Mercedes, en los techos del Monasterio de San Francisco y de otros templos jesuitas. La guarnición de Santo Domingo estaba compuesta por algunos 2,000 hombres, sin embargo, los suministros que la ciudad tenía eran tan escasos, que no alcanzaban para abastecer ni a la guarnición, ni a los 6000 habitantes de la ciudad, ni a los refugiados que llegaban de otros pueblos destruidos por los haitianos. Los recursos escaseaban con el paso de los días. 
Afortunadamente, una flota de barcos de guerra franceses se apareció en las costas de la ciudad de Santo Domingo. 
El comandante de esta flota, creía que los franceses habían abandonado la isla, pero se puso muy feliz al ver que la bandera francesa todavía ondeaba sobre la ciudad de Santo Domingo y rápidamente, asistió a las fuerzas que defendían la ciudad, repeliendo el ataque de los haitianos de manera efectiva.
Después de 23 días de asedio, el 28 de marzo, Dessalines no tuvo más remedio que retirarse y abandonar la ciudad, alejándose de ella rápidamente. El grueso del ejército haitiano marchó de regreso a Haití, cruzando por la región de El Cibao, mientras que el resto, se retiró por el sur. En su retirada de regreso a Haití, los soldados haitianos devastaron la parte española de la isla hasta donde pudieron. Los pueblos de Baní, Azua, San José de las Matas, Monte Plata, Cotuí, San Francisco de Macorís, La Vega, Santiago y Monte Cristi fueron reducidos a cenizas. 
En el pueblo de Moca, el "General" Christophe engañó a los pobladores que habían huido para que salieran de sus escondites de las montañas. Christophe les prometió que les perdonaría la vida. Los pobladores se reunieron en la Iglesia local para tomar misa. Christophe y sus soldados aprovecharon la ingenuidad de los pobladores y los descuartizaron dentro de la misma iglesia.
En los pueblos de la La Vega y Santiago, las tropas haitianas hicieron prisioneras a numerosas familias, alrededor de 900 personas, entre hombres, mujeres y niños y los obligaron a acompañar al ejército haitiano al norte de Haití, donde fueron mantenidos en cautiverio. La marcha hacia Haití estuvo llena de horrores para las personas capturadas, a quienes se les prohibió usar sombreros o zapatos y fueron tratados brutalmente por los guardias haitianos. Durante cuatro años estas personas fueron obligadas a trabajar como esclavos para sus capturadores.